# Distretto di Lam Thap
Il distretto di Lam Thap (in thailandese: ลำทับ) è un distretto (amphoe) della Thailandia, situato nella provincia di Krabi.